# Опатув (Сілезьке воєводство)
Опатув (пол. Opatów) — село в Польщі, у гміні Опатув Клобуцького повіту Сілезького воєводства.
Населення — 1219 осіб (2011).
У 1975-1998 роках село належало до Ченстоховського воєводства.

## Демографія
Демографічна структура станом на 31 березня 2011 року:
|          | Загалом | Допрацездатний вік | Працездатний вік | Постпрацездатний вік |
| -------- | ------- | ------------------ | ---------------- | -------------------- |
| Чоловіки | 610     | 124                | 421              | 65                   |
| Жінки    | 609     | 104                | 353              | 152                  |
| Разом    | 1219    | 228                | 774              | 217                  |